# Могила (ботанічний заказник, Городенківський район)
Моги́ла — ботанічний заказник місцевого значення в Україні. Об'єкт природно-заповідного фонду Івано-Франківської області. 
Розташований у межах Городенківського району Івано-Франківської області, біля села Ясенів-Пільний. 
Площа 1,88 га. Статус надано згідно з рішенням облвиконкому від 19.06.1988 року. Перебуває у віданні Ясенево-Пільнівської сільської ради. 
Статус надано для збереження рідкісного осередку степової рослинності. Зростає багато видів, занесених до Червоної книги України,— ковила пірчаста, ковила волосиста, сон чорніючий, ясенець білий та інші. 